# Umazano delo

## Družbena konstrukcija čistega in umazanega
Higienske predstave in prakse so zasidrane globoko v naše vsakdanje življenje. Materialno razumevanje nečistega je povezano z našimi izkušnjami ter zajema tako fizične kot materialne stvari. Umazanijo običajno razumemo kot fizično substanco, ki v nas vzbuja gnus in odpor. Umazanija pa je pogosto uporabljena tudi v metaforičnem smislu, na primer v sintagmah, kot so umazane misli, umazane besede, umazani posli. Vse to se kaže kot razumevanje nečistega,, ki se veže na abstraktne in ideološke probleme in vprašanja (Šadl, 2009) Takšna raba besede zajema vedenja, delovanja, prakse, ideje, populacije in prostore, ki se dominantnemu kulturnemu pogledu zdijo neprimerni, dvoumni, nemoralni in nedostojni. Umazanija torej ni le vsakdanja snov, ampak tudi prispodoba oziroma koncept (Šadl, 2009). Mary Douglas je s klasično študijo Čisto in nevarno leta 1966 postavila teorijo, ki pokaže, da je analiza umazanije stvar družbenega dojemanja in interpretacije. Po njenem umazanija ni znanstveno dejstvo, ampak organizirajoče načelo v vsaki kulturi in je glavno orodje za urejanje družbe. Kasneje je ugotavljala (Douglas, 1993, v Šadl, 2009) ), da je ideja nečistoče stara toliko kot ideja reda in sistema v družbi. Ko nekoga klasificiramo ali kategoriziramo kot umazanega, vzpostavljamo red tako v svetu idej kot v realnem, materialnem svetu. Umazano je tisto, kar je treba izključiti, če želimo ohraniti red.
Etiketiranje in klasificiranje ljudi, stvari in vedenj kot čistih ali umazanih, razumemo kot kulturno določen način ustvarjanja simbolnega reda, ki odraža in varuje obstoječi družbeni red. Ideja umazanije je vpeta v konstrukcijo in vzdrževanje družbenih delitev in identitet glede na različne družbene kategorije: družbeni razred, religijska, rasna in etična pripadnost, spol, starost in spolna usmerjenost. Negativna oznaka umazan demonstrira moč tistih, ki jo uporabljajo kot subtilno obliko pritiska, distanciranja, izključevanja ter izražanja odpora do drugačnih (Šadl, 2009) ). Kot nezaželeni v zahodnih družbah so z vidika dominantne kulture označeni kot umazani tudi pripadniki delavskega razreda. Ideja čistoče je odigrala pomembno zgodovinsko vlogo v vzpostavljanju meja med nižjim in višjim razredom. Umazanijo je dominantna kultura povezovala z zaostalostjo in revščino, čistočo pa z napredkom in dostojanstvom. Če te ideje o umazaniji in čistoči, ki so jih razvili zahodni družbeni diskurzi, uporabimo pri razumevanju dela, ugotovimo, da delo, ki vključuje stik z umazanijo, po definiciji meji med tistim, kar je v družbi definirano kot vrednota, in tistim, kar velja za manjvredno (Šadl, 2009) ). Nehigienske razmere na delovnem mestu se praviloma stapljajo s stereotipi o ljudeh, ki so to delo pripravljeni oziroma prisiljeni opravljati, kar posledično znižuje njihov status v družbi ter jih kulturno in ekonomsko marginalizira. Osebe, ki opravljajo umazano delo so lahko povsem čiste, a so vseeno nečiste v simbolnem smislu. Umazano delo je tako sredstvo družbenega razvrščanja in ideološkega ločevanja med bogatimi in revnimi oziroma med višjimi in nižjimi.
Stik s fizično umazanijo je v določeni meri prisoten v vsakodnevnem, običajnem življenju ljudi (odnašanje smeti, pomivanje posode, čiščenje WC-školjke itd.). Vendar je v vsakdanu večine ljudi takšen neposreden stik omejen, v plačani zaposlitvi pa je lahko osrednja sestavina poklica oziroma dela. Pojem umazanega dela je leta 1951 (Ashforth in Kreiner, 1999) uvedel Everett Hughes in to oznako dodelil nalogam in poklicem, ki  veljajo za gnusne ali ponižujoče. V poznejših delih je ugotavljal, da družba za opravljanje umazanega dela določi posamezne skupine, ki nato delujejo v njeno korist, vendar te skupine ob tem stigmatizira, kar pomeni, da delo, ki jim ga je sama predpisala, hkrati zanika in zavrača (Ashforth in Kreiner, 1999). Gans (2001, v Šadl, 2009) ) je ugotavljal, da je v razredno razslojenih družbah ena od glavnih funkcij revnih, da opravljajo njena umazana dela, torej fizično nevarna, začasna, slabo plačana, sramotna dela. Gans (Šadl, 2009) ) meni, da je za ameriško družbo funkcija revščine pomembno ravno zato, ker zagotavlja delovno silo, ki je prisiljena opravljati umazano delo za nizko plačilo. Tudi v Evropi so takšne delovne skupine vedno pogostejše, pri čemer je njihovo delo v literaturi označeno z oznako 3D (dirty, dangerous, demanding). To je torej fizično in socialno umazano, nevarno in naporno ali ponižujoče delo, ki ga domači delavci ne želijo opravljati.
Hughesovo klasifikacijo umazanega dela sta kasneje razširila Ashfort in Kreiner (1999, 2014; Ashforth idr., 2007, v Hughes 2017). Zasnovala sta tri oblike nečistoče, s katero imajo opravka različni poklici. Delo s fizično nečistostjo opisala kot poklic, ki je neposredno povezan z umazanijo, odplakami, nevarnimi pogoji itd. (npr. mesar, rudar, policist). Dalje sta socialno nečistost definirala kot poklic, ki vključuje stalen stik s stigmatiziranimi skupinami in kot poklic, v katerem ima delavec servilen odnos do drugih (npr. zaporniški paznik, gospodinjska delavka). Moralno nečistost pa sta opredelila kot poklic, ki je viden kot pregrešen ali vprašljiv (npr. eksotična plesalka, izterjevalec dolgov).

### Zavračanje stigme
Eno od prvih vprašanj, ki si ga ob srečanju zastavijo odrasli je »Kaj ste po poklicu?«. Vprašanje je pomembno, saj posameznikov poklic v veliki meri determinira spoštovanje, ki ga osebi izkazujejo drugi. Raziskave o identiteti (Aschforth in Kreiner, 1999)  nakazujejo, da ljudje težijo k temu, da sami sebe vidijo v pozitivni luči, kar je močno pod vplivom zaznane družbene pomembnosti in pomenom, ki ga družba pripisuje posameznikovem poklicu. Glede na stigmo umazanega dela, bi se morali po pričakovanjih posamezniki, zaposleni v takšnih poklicih, težje videli v pozitivni luči. Vendar so številne raziskave pokazale, da posamezniki, ki opravljajo umazana dela, ohranjajo relativno visoko poklicno samopodobo in ponos (npr. Emerson in Pollner, 1976; Gold 1964; Heinsler, Kleinman in Stenross, 1990; Hong in Duff, 1997; McIntyre, 1987; Meara, 1974; Perry, 1978; Simpson in Simpson, 1959; Thompson, 1991; Wacquant, 1995, v Ashforth in Kreiner, 1999) . Ashforth in Kreiner (1999)  sta kot možni razlog navedla ugotovitev, da družbena razumevanja umazanije pogosto spodbudijo procese v okviru umazanih poklicev, ki preprečujejo njihovo ponotranjenje pri umazanih delavcih. To so procesi normalizacije v razmerah dela, ki jih definirata kot »procese, ki nenavadno napravijo navidezno navadno« (Achforth in Kreiner, 2002: 212, v Šadl, 2009) ). S temi procesi delavci nasprotujejo ideji, da opravljajo umazano delo oziroma ta vidik svojega dela napravijo manj izstopajoč.
Ashforth idr. (2007, v Hughes idr. 2017) so izpostavili, da je lahko negativni predznak umazanega dela nevtraliziran tako, da pozornost usmerimo na ideologijo poklica s čimer v pomen poklica vlijemo pozitivno vrednost. V ta namen so predlagali preokvirjanje in preusmerjanje pozornosti.

#### Preokvirjanje
- Drugačen pomen dela oziroma odnos do dela – nove izkušnje, spoznavanje novih ljudi, širjenje socialne mreže.
- Zavrnitev stereotipov o tem, da je za takšno delo usposobljen vsak, in da ga lahko vsakdo presoja, zavračanje negativnih sporočil o sebi in svoje delu.
- Poskus vzpostavljanja kvazidružinskih odnosov zlasti med delavci in delodajalci (Šadl, 2009) )[1].

#### Preusmerjanje pozornosti
- Namesto vpogleda v neposrednost stigmatiziranega dela, se delavec lahko osredotoči na zadovoljstvo, ki ga na primer črpa iz zaslužka, pozitivnih odnosov itd. Gre za obrambni mehanizem, s katerim stigmatizirani namerno prezrejo družbeno problematične lastnosti dela, ki ga opravljajo. Premeščajo pozornost z družbeno problematičnih na nestigmatizirane lastnosti, vključno s tistimi, ki so zunanje delu samemu. Na primer zaslužek in podpora družine, ki jo omogoča opravljanje umazanega dela sta takšna zunanja cilja in nestigmatizirana lastnost takšnega dela. Poleg zunanjih nagrad so lahko za stigmatizirano delo tudi notranje nagrade. Te so: sodelovanje pri razporejanju lastnega delovnega časa, avtonomija na delovnem mestu, udeležba pri določanju višine plačila, raznolikost dela (Šadl, 2009) )[1].